# Læsø Rende (fyrskepp)
Fyrskeppet Læsø Rende är ett tidigare danskt fyrskepp som har tjänstgjort i danska farvatten som Fyrskib No. XV.
Fartyget byggdes efter engelska ritningar i ek med kopparförhydning på De forenede Oplagspladser og Værfter i Köpenhamn och levererades till beställaren den 13 juni 1888. Det hade en besättning på 7–8 man och bogserades till sin ankarplats då det inte hade någon motor. Totalt byggdes 17 fartyg av denna typ.
Fyrlyktan befann sig 10 meter över havet och lysvidden var 20 nautiska mil. 1923 ersattes oljebrännaren med en glödlampa.
Från 1888 till 1899 låg hon väster om Esbjerg och flyttades senare till Schulz Grund öster om Århus. Mellan 1937 och 1964 låg hon, med avbrott för kortare varvsbesök, fast förankrad i Læsø Rende mellan Jylland och ön Læsø. På platsen finns sedan 1965 en 26 meter hög kassunfyr.

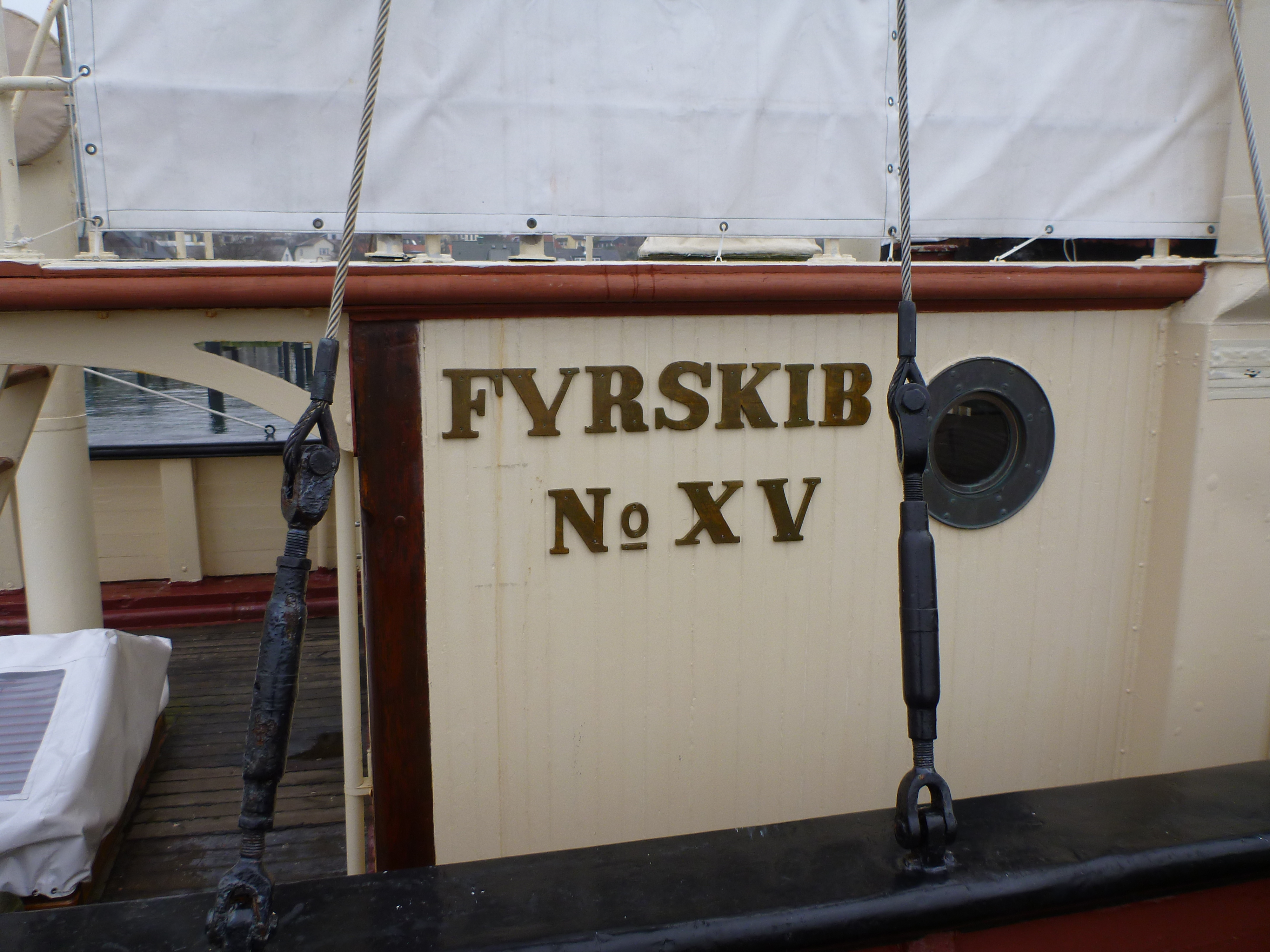
Namnskylt ombord på fyrskeppet.

Fyrskeppet togs ur tjänst år 1971 och såldes några år senare till staden Haderslev, där man avsåg att renovera det med hjälp av ungdomar. Projektet misslyckades, och 1986 övertogs fartyget av Heikendorfer Yachtclub (HYC). Hon bogserades till klubbens hamn i Kielbukten och renoverades till originalskick som en del av ett arbetsmarknadsprojekt. Det tidigare generatorrummet används som möteslokal.
Beteckningen HYC är målad på sidan av fyrskeppet, som numera ägs av den ideella föreningen Verein der Freunde und Förderer des Fyrskib № XV Læsø Rende.